# キリンカップサッカー1995
キリンカップサッカー1995は、第16回目のキリンカップサッカーである。1995年5月21日から5月28日にかけて開催され、日本、スコットランド、エクアドルが参加した。

## 結果
| 1995年5月21日 12:07 |

| 日本 | 0 - 0 | スコットランド |
|      |       |                |

| 広島ビッグアーチ（広島） 観客数: 24,556人 主審: アルマンド・ペレス |

| 1995年5月24日 |

| スコットランド                      | 2 - 1 | エクアドル          |
| ロバートソン ?分 · クロフォード ?分 |       | ウルタード ?分 (PK) |

| 富山県総合運動公園陸上競技場（富山） 観客数: 5,669人 主審: 岡田正義 |

| 1995年5月28日 15:00 |

| 日本                                          | 3 - 0 | エクアドル |
| 中山雅史 36分 · 三浦知良 46分 (PK), 53分 (PK) |       |            |

| 国立霞ヶ丘競技場（東京） 観客数: 53,438人 主審: ルッツ・フレーリッヒ |

## 順位
| 順 | チーム         | 試 | 勝 | 分 | 敗 | 得 | 失 | 差 | 点 |
| -- | -------------- | -- | -- | -- | -- | -- | -- | -- | -- |
| 1  | 日本           | 2  | 1  | 1  | 0  | 3  | 0  | +3 | 4  |
| 2  | スコットランド | 2  | 1  | 1  | 0  | 2  | 1  | +1 | 4  |
| 3  | エクアドル     | 2  | 0  | 0  | 2  | 1  | 5  | −4 | 0  |

## 優勝チーム
| キリンカップサッカー1995優勝 |
| ---------------------------- |
| · 日本 · 2回目               |